# Пенюк Зіновія Флоріанівна
Зіновія Флоріанівна Пенюк (Зінаїда Флоріанівна Пенюк; 20 травня 1923, м. Чернівці (Буковина), Румунія — 3 жовтня 2002, м. Чернівці, Україна) — український мовознавець, перекладач, педагог

## Біографія
Народилася в місті Чернівці.
Закінчила Чернівецький жіночій ліцей (1943), відділ класичних мов Львівського університету (1950).
Працювала учителем французької мови у школі (1950-1955), викладачем молдавської філології та латинської мови у Чернівецькому державному університеті (1956-1978).
Досліджувала говірки румунської мови на Буковині та Закарпатті.
Знала дев'ять мов, через її руки пройшли десятки дисертацій в університеті.
Перекладала з румунської, німецької, італійської, французької та польської мов на українську та російську, з української та німецької мов на румунську.
Померла у м. Чернівцях 3 жовтня 2002 року/

## Творча діяльність
- Разом з В. Левицьким підготувала хрестоматію «Вибрані сторінки з української літератури» в румунських перекладах (Чернівці, 1973—1988);
- У співавторстві з В. Бзовієм — чотири підручники з літератури для 4-7 класів румуномовних шкіл України.

Переклала українською мовою:
- Книги оповідань для дітей: М. Синтімбряну «З ранцем і без ранця» (1959), А. Вельма «Опетцьок» (1965), Р. Реджані «Дивні пригоди незвичайного літа» (1972), Г. Парка[it] і Марчелло Арджіллі «Пригоди Цвяшка» (1965), Б. Навроцька «Барвисті сни маленької Тосі» (1971),
- Монографію Р. Ф. Кайндля «Гуцули: їхнє життя, звичаї та народні перекази» (Чернівці, 2003) та ін.,

Здійснила переклад румунською мовою:
- О. Бонхоффа «Нічна редакція» (Кишинів, 1980), книгу оповідань Г. Парча і М. Арджілі «Пригоди Гвинтика» (Кишинів, 1985), низки творів українських письменників, Російською мовою переклала:

- польський підручник Лідії Винничук «Латинский язык» (М., 1980).